# Jołka (piosenkarka)
Jołka (ros. Ёлка; ukr. Йолка), właśc. Jełyzaweta Waldemariwna Iwanciw (ukr. Єлизавета Вальдемарівна Іванців, ros. Елизаве́та Вальдема́ровна Ива́нцив, Jelizawieta Waldiemarowna Iwancyw; ur. 2 lipca 1982 roku w Użgorodzie w ZSRR (obecnie Ukraina)) – ukraińska piosenkarka. Była członkini użhorodzkiego zespołu „Mieszkanie nr 6" (ros. «Палата № 6»).
Karierę muzyczną rozpoczęła jako członkini zespołu B&B z Użhorodu. W 2004 roku podpisała kontrakt z Władem Wałowem, dzięki któremu wydała, osiągając sukces, swój debiutancki album „Miasto Kłamstwa” (oryg. «Город обмана») zawierający takie hity jak „Dziewczyna w Peugeocie” (oryg. «Девочка в Пежо») oraz „Dobry nastrój (oryg. «Хорошее настроение»). Z Wałowem nagrała jeszcze dwie płyty „Cienie” (oryg. «Тени») oraz „Ten wspaniały świat” (oryg. «Этот великолепный мир»), które nie odniosły takiego sukcesu jak debiut artystki.
Od 2010 do 2012 roku pełniła funkcję jurora w ukraińskiej edycji programu X-Factor. W 2011 roku singiel „Prowans” (oryg. «Прованс») przysporzył jej dodatkowej popularności i przyczynił się do nominacji wokalistki do nagród w trzech kategoriach w telewizji Muz-TV. Czwarty studyjny album „Kropki postawione” (oryg. «Точки расставлены») zdobył uznanie dziennikarzy muzycznych i publiczności, a przez krytykę okrzyknięty został albumem roku 2011. Magazyny muzyczne „Afisz”, „Time Out” i „Interview” umieściły album pośród najważniejszych wydarzeń muzycznych roku. „Kropki...” odnotowały również wysokie miejsca na listach sprzedaży w Rosji „2M. Rosja Top-25".
Jołka trzykrotnie została laureatką nagrody „Złoty Gramofon” (za piosenki «Мальчик-красавчик», «Прованс», «Около тебя») oraz finalistką konkursu MTV Russia Music Awards stacji MTV. W 2011 roku uznana została przez magazyn Glamour za piosenkarkę roku. W tym samym czasie weszła również do pierwszej dziesiątki najważniejszych osób ukraińskiego show-biznesu według magazynu „Focus”, a na gali „Dźwiękowa Dorożka” rosyjskiej gazety „Moskiewski Komsomolec” otrzymała tytuł wokalistki roku.